# Klevs naturreservat

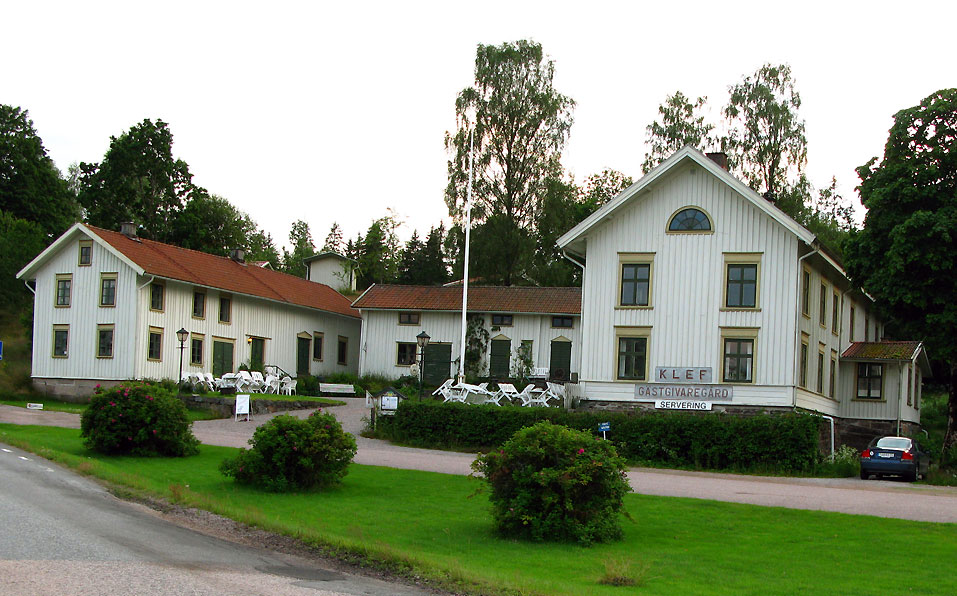
Klevs gästgiveri

Klev är ett naturreservat i södra delen av Svenljunga kommun i Västra Götalands län.
Det är ett trädgårds- och parkområde med vidkroniga ekar och bokar. I norr finns en skogbevuxen bergbrant. På berget finns rester av en skansanläggning. I väster finns en blockig rasbrant.
Klev är annars mest känd för Klevs gästgiveri med anor från 1650-talet. Klev ligger utefter Ätrastigen med lagom skjutshåll från Gunnarp i Halland. För att bevara husen förklarades dessa som byggnadsminne 1988. Miljön kring husen blev naturreservatet året därpå.
Gästgiveriverksamheten upphörde på 1950-talet, men tre större byggnader finns kvar. Dessa är från 17- och 1800-talen. Vid sidan av gästgiveriet ligger den före detta lanthandeln.
Naturreservatet ligger strax norr om Mårdaklev och omfattar 8 hektar.